# تيم أندرسون
تيم أندرسون (بالإنجليزية: Tim Anderson)‏ هو لاعب كرة قدم أمريكية أمريكي، ولد في 22 نوفمبر 1980 في كلايد في الولايات المتحدة.

## وصلات خارجية
- تيم أندرسون على موقع مرجع كرة القدم المحترفة.كوم (الإنجليزية)